# Sam Posey
Sam Posey,  ameriški dirkač Formule 1, *26. maj 1944, New York, New York, ZDA.
Sam Posey je upokojeni ameriški dirkač Formule 1. Debitiral je na domači in zadnji dirki sezone 1971 za Veliko nagrado ZDA, kjer je zodstopil. Drugič in zadnjič je v Formuli 1 nastopil na domači dirki za Veliko nagrado ZDA v naslednji sezoni 1972, ko je zasedel dvanajsto mesto.

## Popolni rezultati Formule 1
(legenda) (odebeljene dirke pomenijo najboljši štartni položaj, poševne pa najhitrejši krog, †-uvrščen kljub odstopu)
| Leto | Moštvo         | Šasija       | Motor       | 1   | 2   | 3   | 4   | 5   | 6   | 7   | 8   | 9   | 10  | 11      | 12     | Prv | Toč |
| ---- | -------------- | ------------ | ----------- | --- | --- | --- | --- | --- | --- | --- | --- | --- | --- | ------- | ------ | --- | --- |
| 1971 | Team Surtees   | Surtees TS9  | Cosworth V8 | JAR | ŠPA | MON | NIZ | FRA | VB  | NEM | AVT | ITA | KAN | ZDA Ret |        | -   | 0   |
| 1972 | Champcarr Inc. | Surtees TS9B | Cosworth V8 | ARG | JAR | ŠPA | MON | BEL | FRA | VB  | NEM | AVT | ITA | KAN     | ZDA 12 | -   | 0   |